# ۲۴۴ (عدد)
۲۴۴ یک عدد طبیعی است که بعد از ۲۴۳ و قبل از ۲۴۵ قرار دارد.